# Akolet jezik
Akolet jezik (ISO 639-3: akt), jedan od četiri istočnih arawe jezika, šire skupine arawe, kojim u Papui Novoj Gvineji govori 950 ljudi (1982 SIL) na području provincije Zapadna Nova Britanija i otocima oko Awio Baya.
Etnička grupa zove se Akolet. U sporazumijevanju se služe i tok pisinom [tpi] ili engleskim [eng].

## Vanjske poveznice
- Ethnologue (14th)
- Ethnologue (15th)